# Дамбова вулиця (Київ)
Да́мбова ву́лиця — вулиця у Дніпровському районі міста Києва, місцевості Русанівські сади, урочище Горбачиха. Пролягає дамбою вздовж Русанівського озера від Центральної Садової вулиці (поблизу зупинного пункту Райдужний) до вул. 11-та Садова. Починаючи з 2018 року вулиця фактично перерізана навпіл естакадою Подільського мостового переходу.

## Історія
Через особливості свого розташування дачний масив Русанівські Сади постійно потерпав від весняних повеней, найбільші було зафіксовано в 1970 році (рівень води 97,4 м) та в 1979 році. Після другої великої повені в 1979 році було вирішено спорудити захисну гідротехнічну споруду у вигляді дамби по якій була прокладена асфальтована дорога, що в 2011 році  отримала назву вул. Дамбова (доти існувала як безіменна дорога). Підтоплення з того часу припинилося.